# Apoteosi
Apoteosi (en grec antic ἀποθέωσις "apotheosis", en llatí consecratio) era el nom que rebia l'acte de col·locar als humans en la llista de déus, aconseguint la immortalitat. Per extensió, el terme s'usa per designar el moment culminant d'un espectacle.
Entre els grecs i els romans es considerava que tots els morts es convertien en una mena de déus (χθόνιοι Ctònics, Dii manes Manes) i vivien en un recinte subterrani on rebien culte de les famílies. En el cas dels herois i dels fundadors i grans benefactors de les ciutats se'ls honorava amb sacrificis i festes, com ara Bràsides a Amfípolis, com diu Tucídides. El privilegi d'una residència celestial només corresponia a aquells que havien realitzat grans proeses o havien treballat en benefici de la humanitat, com per exemple Hèracles.
En temps històrics, els grecs, que veneraven Adrastea, van anar incorporant lentament el culte als herois. Lisandre va ser el primer en obtenir honors divins entre els pobles de l'Àsia menor, segons Plutarc. Es va edificar un temple en honor de Filip II de Macedònia a Altis, a Olímpia, com diu Pausànias. Un antic Himne que reprodueix Ateneu de Nàucratis, diu que Demetri Poliorcetes va ser divinitzat a Atenes. Amb les conquestes d'Àsia, els grecs van incorporar costums d'aquells països, on la divinització era corrent i Alexandre el Gran va exigir que li tributessin honors divins encara que fos viu, i els seus successors van seguir amb la pràctica. A Egipte, els Ptolemeus van anar assumint el paper de déus, i Ptolemeu I Sòter va ser divinitzat a la seva mort i fins i tot era un θεός (déu) quan era viu.
L'apoteosi a l'antiga Roma era un ritu funerari de la religió romana, potser la més honorífica, i que elevava el difunt a la categoria de déus. L'apoteosi s'assenyalava pel vol duna àliga des del llit funerari fins a la residència celestial dels déus. El difunt rebia la qualificació de divinus (diví). Juli Cèsar va ser el primer a rebre l'apoteosi segons una decisió del Senat. Més tard, el senat va decidir aplicar apoteosi a la majoria dels seus successors, probablement fins a Constantí I el Gran i el seu fill Constanci II.